# 阿瑟·凱夫
阿瑟·凱夫（Arthur Cave，1887年—?），愛爾蘭已故男子羽球運動員。
阿瑟·凱夫從1907年到1909年連續三次獲得愛爾蘭羽球公開賽男子單打冠軍。他在1908年全英羽球錦標賽中獲得男子單打亞軍。